# Mashta Elshalahmeh
Mashta Elshalahmeh (tiếng Ả Rập: مشتى الشلاهمة) là một ngôi làng Syria nằm ở Al-Suqaylabiyah Nahiyah ở quận Al-Suqaylabiyah, Hama. Theo Cục Thống kê Trung ương Syria (CBS), Mashta Elshalahmeh có dân số 326 trong cuộc điều tra dân số năm 2004.